# 李斯
李斯（り し、拼音：Lǐ Sī、? - 紀元前208年）は、中国秦代の宰相。字は通古。子供に李由、李執がある。法家を思想的基盤に置き、度量衡の統一、焚書などを行い、秦帝国の成立に貢献したが、始皇帝の死後に宦官の趙高との権力争いに敗れ、処刑された。

## 伝記

### 李斯溷鼠
李斯はもと楚の北部にある上蔡（現在の河南省駐馬店市上蔡県）の人である。若くして地元で小役人になった。その頃、李斯は役所の便所に住むネズミを見た。便所のネズミは常に人や犬におびえ、汚物を食らっている。また彼は、倉のネズミを見た。倉のネズミは粟をたらふく食べ、梁にいて人や犬を心配せず暮らしている。彼は「人の才不才などネズミと同じで、環境しだいという事か」と嘆息した。そして儒家の荀子の門を叩いた。学を修めたのちは秦に入って呂不韋の食客となり、才能を評価され、推薦を受けて秦王政（後の始皇帝）の近侍になった。さらに政の命令で他国に潜入し、各国の王族と将軍の間の離間を行い功績を立て、客卿（他国出身の大臣）となった。

### 立身、秦の宰相に
紀元前237年、順調に出世していた李斯だが、この頃に嫪毐（）という他国出身者が反乱を起こしたために、秦の国内で他国出身者の評判が悪化し、やがて他国人の追放令（逐客令）が出た。事態に苦慮した李斯は、政に嘆願書を出して追放令の撤回を求めた。この『諫逐客書』は実に理路整然とした名文で、後世の『文選』にも収録されているほどである。政もこの名文に感じ入り、追放令の撤回を決めた。
実力者の呂不韋が自決した後、政は一層李斯を信頼するようになる。しかし、かつて共に荀子から学んだ同門である韓非が秦に迎えられ、その著作である『韓非子』を読んだ政は感心し「この作者と親しくできるのなら、死んでも悔いはない」と言うほどに韓非に傾倒していく。韓非が登用されれば自分の地位は危うくなると考えた李斯は、政に韓非について讒言して投獄させ、さらに獄中の韓非に毒を渡し、有無を言わせず自殺させた。こうして競争相手を抹殺した李斯は、秦の富国強兵策を積極的に推進し、その策で紀元前221年に遂に秦は中国を統一し、政は始皇帝となった。

### 焚書坑儒
秦の統一後、丞相の王綰・御史大夫の馮劫ら重臣は始皇帝に、周の制度である封建制を採り入れ、始皇帝の公子達を各地の王として封じるようにと進言した。だが、李斯はそれに猛反対して、周がなぜ滅んだかの理由を具体的に述べた上、一層強い集権統治である郡県制への移行を説いた。また、自らの法家思想と対立する学問に対し、大規模な思想弾圧を実施し、儒学を含めた思想書を集めて焼却させた（焚書）。この際に、多くの貴重な歴史的史料が失われた。また方士の盧生の逃亡から始まる告発により、罪を犯した学者を数百人規模で逮捕し、生き埋めにして殺害した。この中には多くの割合で儒者が含まれていたとされる（坑儒）。
紀元前210年秋7月に、始皇帝が巡幸の道中で崩御した。始皇帝の遺勅は「太子の扶蘇に後を継がせる」というものだったが、李斯は宦官の趙高と共に偽詔を作成し、始皇帝の末子で暗愚な胡亥を二世皇帝として即位させ、扶蘇を自決に追い込んだ（一説では李斯は趙高に恫喝されて、胡亥の帝位をしぶしぶ認めたといわれる）。

### 政争と没落、刑死
始皇帝の死で基盤が揺らいだ秦帝国だが、苛斂誅求の弊は改まらなかった。翌年から陳勝・呉広の乱を初めとして反乱が続発し、国内は大混乱になった。しかし暗愚な二世皇帝は遊び呆けて、宮廷の外の状況を知らない有様だった。李斯は右丞相馮去疾や将軍馮劫と共に、阿房宮の造営などの政策を止めるよう諫言したがかえりみられず、馮去疾と馮劫は結局、自害した。
それでも李斯は諫言を重ねたが、かえって皇帝の不興を買い、さらに趙高の讒言で疎まれ、追い詰められていった。紀元前208年、ついに李斯は捕らえられる。凄惨な拷問に耐えられず趙高が捏造した容疑（楚の項梁の軍勢に討ち取られた李斯の長男で三川郡守の李由が生前楚軍と内通していたという罪）を認め、法に則って三族皆殺しとなった。市中で五刑（鼻・耳・舌・足を切り落とし、鞭で打つこと）の末に腰斬（胴斬り。受刑者を腹部で両断し、即死させず苦しんで死なせる重刑）され、遂にその生涯を終えた。李斯は処刑される直前、並んで刑場に引っ立てられた息子の一人に対して「私はかつて、お前と猟犬を連れて（故郷の）上蔡で兎狩りによく出かけたものだが、もうそれもできなくなってしまったなあ」と述べたという。
李斯は法家理論の完成者の韓非に対して、法家政治の完成者とされる。李斯は韓非を謀殺した事や偽詔で扶蘇を殺した事、他にも儒者を徹底的に弾圧した焚書坑儒に深く関わったため、後世の評判は非常に悪いが、秦の中国統一において最も大きな役割を果たしていた。司馬遷も、李斯が道を誤らなければその功績は周公旦・召公奭に比肩したであろうとしている。

## 著作

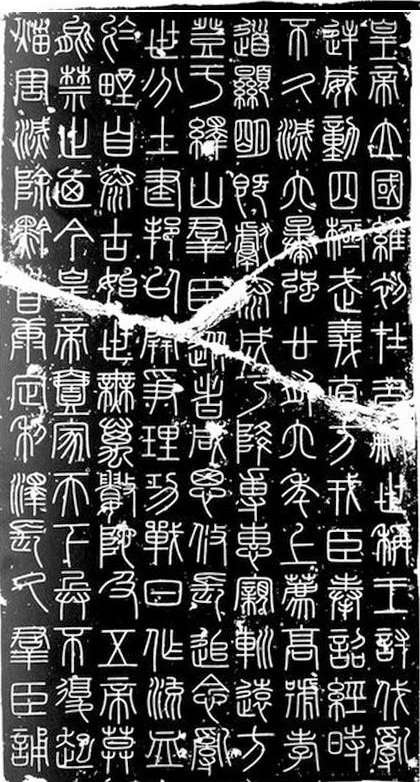
長安本嶧山刻石

李斯の著作として、上記の『諫逐客書』や、碑文（始皇七刻石の一部）などが現存し、『全上古三代秦漢三国六朝文』にまとめられている。
『漢書』芸文志によれば、秦臣の文をまとめた『奏事』という書物が漢代にあり、李斯の文も含まれていたと考えられるが、『奏事』は現存しない。
蒼頡にちなんだ『蒼頡』という辞書を統一後に作ったと伝えられる。『蒼頡』は現存しないが、後世の『蒼頡篇』のもとになったとされる。

## 新出文献との関係
21世紀に発見された竹簡文書『趙正書』では、胡亥が後継者に指名された件が『史記』とは異なっている。それによると、丞相の李斯と御史の馮去疾が胡亥を後継者とするように進言し、始皇帝が裁可したという。
上記の『蒼頡篇』は長らく散佚していたが、20世紀に敦煌漢簡や居延漢簡で再発見された。